# دار المعلمين (تركيا)
دار المعلمين مدرسة لتخريج المعلمين كانت في زمن الدولة العثمانية. أول دار للمعلمين أسسها السلطان عبد المجيد عام 1847.